# Condicions estàndard (química)
En química, les condicions estàndard o l'estat estàndard d'un material (substància pura, barreja o solució) és un punt de referència utilitzat per calcular les seves propietats sota diferents condicions. En principi, l'elecció d'estat estàndard és arbitrària, encara que la Unió Internacional de Química Pura i Aplicada (IUPAC) recomana un conjunt convencional d'estats estàndard per a ús general. La IUPAC recomana l'ús d'un po = 10⁵ de pressió estàndard = 105 Pa. En sentit estricte, la temperatura no és part de la definició d'un estat estàndard. Per exemple, com es discuteix més endavant, l'estat estàndard d'un gas es tria perquè sigui convencionalment la unitat de pressió (generalment en bars) d'un gas ideal, independentment de la temperatura. No obstant això, la majoria de les taules de quantitats termodinàmiques es compilen a temperatures específiques, més comunament 298,15 K (25,00 °C; 77,00 °F) o, una mica menys comú, 273,15 K (0,00 °C; 32,00 °F).
L'estat estàndard no s'ha de confondre amb les condicions estàndard de pressió i temperatura per als gasos, ni amb les solucions estàndard usades en química analítica.
En el moment del desenvolupament en el segle xix, es va adoptar el símbol de "línia de flotació" en superíndex (⦵) per indicar el caràcter no-zero de l'estat estàndard. La IUPAC recomana en la tercera edició de Quantities, Units and Symbols in Physical Chemistry (Quantitats, Unitats i Símbols en Química Física) un símbol que sembla un signe de grau (°) com a substitut de la marca de línia de flotació. En la mateixa publicació la marca de línia de flotació sembla estar construïda mitjançant la combinació d'un traç horitzontal amb un signe de grau. Una sèrie de símbols similars s'utilitzen en la literatura: una lletra O minúscula ratllada (o), un zero en superíndex (0) o un cercle amb una barra horitzontal o bé on la barra s'estén més enllà dels límits del cercle (⦵) o està tancada pel cercle, dividint el cercle per la meitat (⊖). Quan es compara amb el símbol de línia de flotació utilitzat en els vaixells, la línia horitzontal s'hauria d'estendre més enllà dels límits del cercle.
Per a una matèria determinada, l'estat estàndard és el l'estat de referència per a les propietats d'estat termodinàmiques del material com ara entalpia, entropia, energia lliure de Gibbs, i per moltes altres normes materials. El canvi d'entalpia estàndard de formació per a un element en el seu estat estàndard és zero, i aquest conveni permet una àmplia gamma d'altres magnituds termodinàmiques que es calcula i es tabulen. L'estat normal d'una substància no té per què existir en la naturalesa: per exemple, és possible calcular valors pel vapor d'aigua en 298,15 K i 10⁵ Pa, encara que el vapor no existeixi (com un gas) sota aquestes condicions. L'avantatge d'aquesta pràctica és que les taules de propietats termodinàmiques preparades d'aquesta manera són auto-consistents.